# Copestylum limbipenne
Copestylum limbipenne är en tvåvingeart som beskrevs av Samuel Wendell Williston  1887. Copestylum limbipenne ingår i släktet Copestylum och familjen blomflugor. Inga underarter finns listade i Catalogue of Life.